# Gonçalo Mendes II da Maia
Gonçalo Mendes II da Maia, apelidado O Lidador (c. 1110, Guilhabreu - c. 1139), foi um aristocrata e cavaleiro português.

## Biografia
Gonçalo era filho de Mem Soares da Maia, irmão do magnate e chefe da família, Paio Soares da Maia, e de mãe desconhecida. Sendo filho de um filho segundo, era pouco provável que viesse a ter relações mais próximas com a chefia da família e/ou do governo de património familiar, mas tal de facto não parece acontecer. 

#### A educação do herdeiro Afonso e as primeiras revoltas
Egas Moniz, o Aio era o magnata que por vontade dos condes, se encarregava da educação do então herdeiro, o infante Afonso. O infante crescia “em idade e boa índole” por educação do seu Aio, que amiúde lhe deve ter pintado a sujeição em que Portugal ia recuando no caminho da libertação quase conseguida, a dependência cada vez maior dos galegos a que Portugal se sujeitava na pessoa da sua rainha. O infante que Egas criara e agora incitava à revolta, apesar da ainda curta idade, era, desta forma, também afetado pela vinda dos magnates galegos, que lhe passaram a ser apresentados como os seus inimigos e os que mais ameaçavam a sua herança.
Com efeito, Afonso Henriques mostra a sua rebeldia contra a mãe nos inícios de dezembro de 1127, na carta de couto à ermida de S. Vicente de Fragoso; no próprio documento surge como “conde de Neiva” (ou “tenente de S. Martinho”) e surgem a apoiá-lo: o conde Afonso (que seria provavelmente sogro de Egas Moniz), Lourenço (que poderia já ser o seu filho mais velho) e outros. Em maio do ano seguinte, Egas Moniz volta a apoiar novas rebeldias do seu pupilo (como o foral a Constantim de Panoias, e talvez a doação de Dornelas à Ordem do Hospital), tendo anteriormente, por exigência de situações delicadas dos rebeldes, levado o pupilo a reconciliações fingidas com a mãe.
Por ideais da estirpe, que se revelaram agitadas sobretudo no célebre irmão de Gonçalo, o arcebispo bracarense Paio Mendes da Maia, seguiu naturalmente o partido de Afonso Henriques contra Teresa e os galegos.

#### A luta pela independência

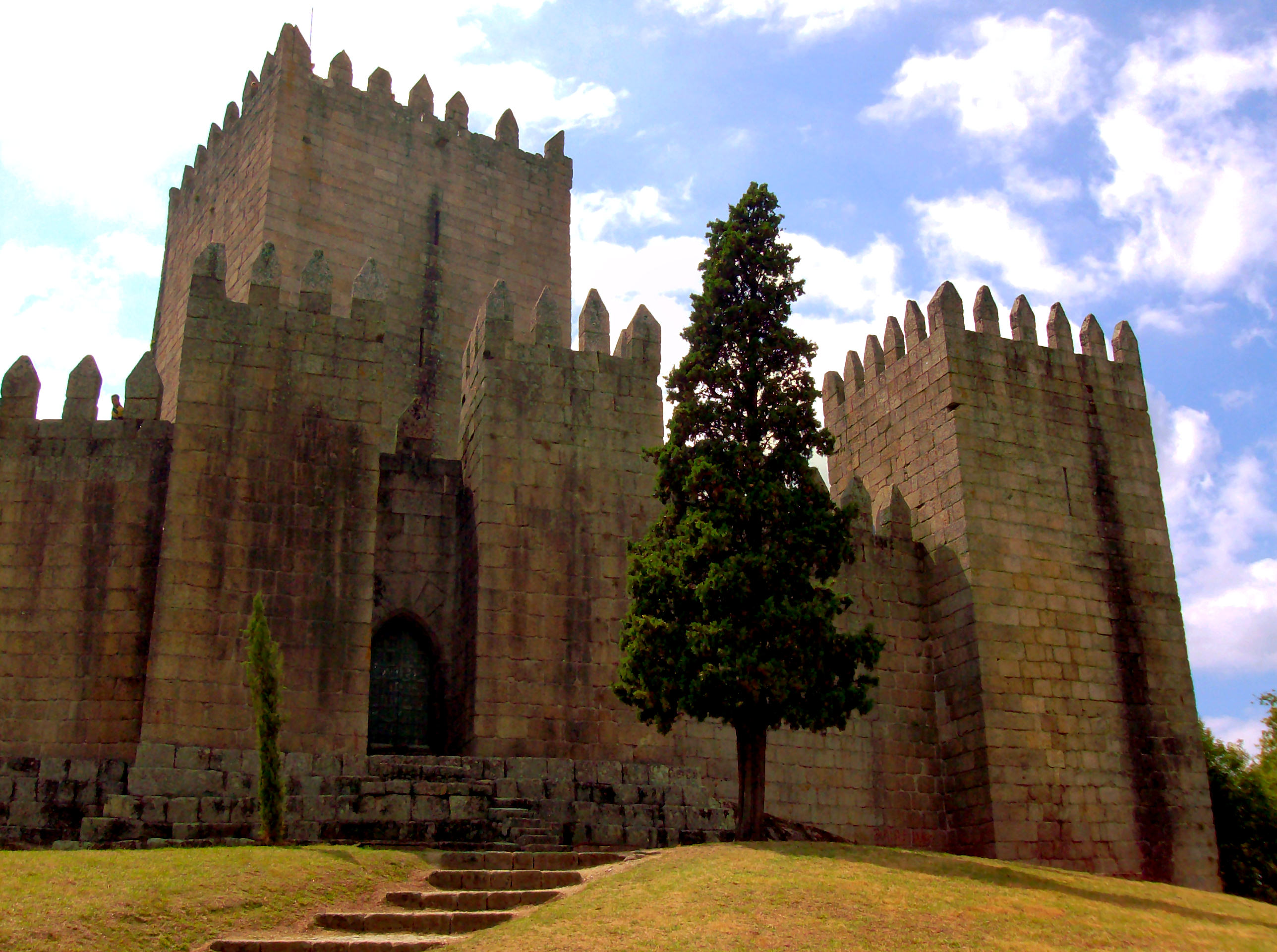
O Castelo de Guimarães, junto ao qual se travou uma das mais importantes batalhas da resistência portuguesa.

A mais flagrante das investidas contra a suserania leonesa dá-se em março (ou inícios de abril) de 1128, forçada pela vinda a Portugal do Imperador Afonso VII em pessoa. Este havia preparado a sua viagem pré-nupcial a Barcelona por mar, para se casar, e desejara uma solução pacífica para o conflito português. Partiu, assim, para o seu destino, do qual não regressaria antes de novembro de 1128, uma vez que entre Barcelona e Leão-Castela se encontrava Aragão, governado pelo padrasto e um dos seus maiores adversários, Afonso O Batalhador.
Os rebeldes aproveitam a ocasião: em maio, estão com Egas Moniz em rebeldia definitiva contra a rainha Teresa. Egas Moniz retirara-se para reunir um exército nas suas terras, com o qual interviria na batalha, que se trava junto ao Castelo de Guimarães, o foco dos revoltosos, no dia de S. João de 1128, batalha que ficaria conhecida como a célebre Batalha de São Mamede. Diz-se que o infante fora batido, e ia fugindo dos campos quando encontra Egas Moniz à testa das suas gentes de armas: ambos vão sobre os “estrangeiros”, que dizem “indignos”, e “esmagam-nos”. 
Apesar de lidar com Aragão, nada impediu Afonso VII de combater Portugal: protegendo-se de Aragão, mas pretendendo uma ofensiva na frente ocidental de guerra, trava a “batalha” de Arcos de Valdevez (ou da Veiga da Matança, nome que ainda perdura), provavelmente no final de 1128 ou no início de 1129.  Afonso Henriques e Egas Moniz não conseguiram conter o avanço do Imperador e retiraram-se para Guimarães com a grande nobreza: os irmãos Gonçalo Mendes de Sousa e Soeiro Mendes de Sousa; Garcia, Gonçalo, Henrique e Oveco Cendones; Mem Moniz de Riba Douro e Ermígio Moniz de Riba Douro, irmãos de Egas; Egas Gosendes de Baião; o conde Afonso; os filhos mais velhos do Aio (Lourenço, Ermígio e Rodrigo Viegas), e outros, como Garcia Soares, Sancho Nunes, Nuno Guterres, Nuno Soares, Mem Fernandes, Paio Pinhões, Pero Gomes, Mem Pais, Romão Romanes, Paio Ramires, Mem Viegas, e Gueda Mendes. Entre estes estão também Gonçalo, os seus irmãos Soeiro e Paio, e ainda o tio, Paio Soares da Maia.

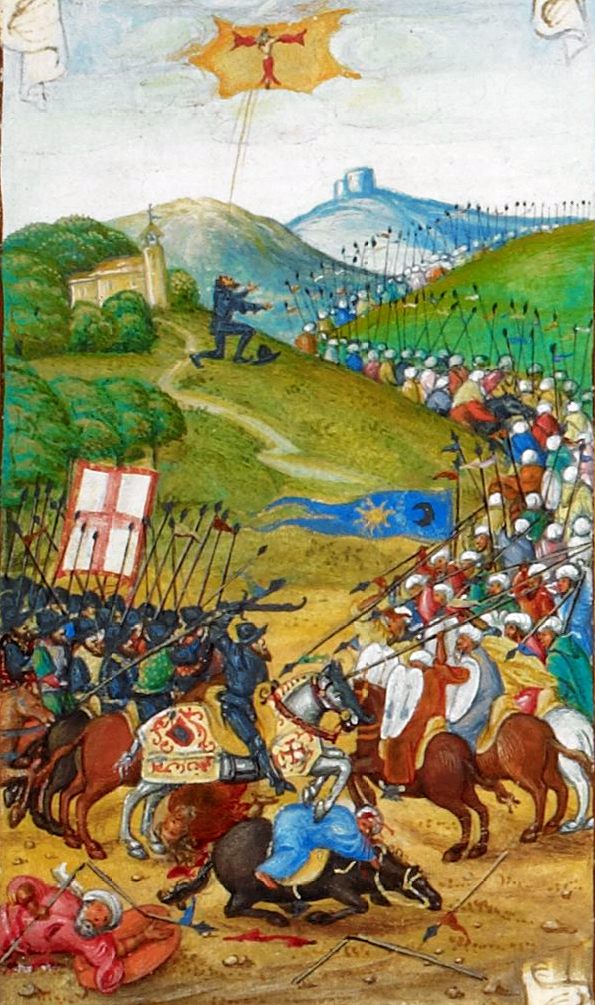
Representação da Batalha de Ourique na Genealogia dos Reis de Portugal

Mas contrariamente ao que se costuma relatar, Afonso Henriques nunca foi pressionado para cumprir a palavra dada ao Imperador; aliás essa promessa dos nobres é imediatamente quebrada em 1130 com a invasão da Galiza, travando-se a Batalha de Cerneja (1137), da qual saem vitoriosos os portucalenses. Afonso VII não pôde conter as invasões dadas as querelas com o padrasto em Aragão.
Ainda em 1128, quando Afonso Henriques confirma o foral dado a Guimarães pelos pais, Gonçalo seria provavelmente um dos burgueses que comigo suportaram o mal e o sacrifício em Guimarães, cujos privilégios incluíamː nunca dêem fossadeira das suas herdades e o seu haver onde quer que seja esteja a salvo e quem o tomar por mal pague-me 60 soldos e dê, além disso, o haver em dobro ao seu dono.

#### A Batalha de Ourique (1139)
A 25 de julho de 1139, Afonso Henriques travou contra os muçulmanos uma das mais decisivas batalhas, e obteve uma das suas mais emblemáticas vitóriasː a Batalha de Ourique, travada num local que ainda não é consensual. Gonçalo teria também participado nessa batalha, e provavelmente esteve presente na reunião, na igreja de Almacave, onde Afonso Henriques foi oficialmente proclamado rei pelo seu exército.

### Matrimónio
Gonçalo terá desposado Gontinha Guterres (antes de 1110-depois de 1143), padroeira do Mosteiro de Rio Tinto, e que parece adquirir um volume considerável de bens em São João da Madeira. O casal teve uma filha, Maria Gonçalves, que veio a desposar Gonçalo Trastamires, primo da sua mãe. Crendo na hipótese de ainda estivesse vivo em 1159, é mais do que provável que Gontinha o tivesse precedido a morte dado que o último documento que esta confirma data de 1143.

## Cronologias duvidosas

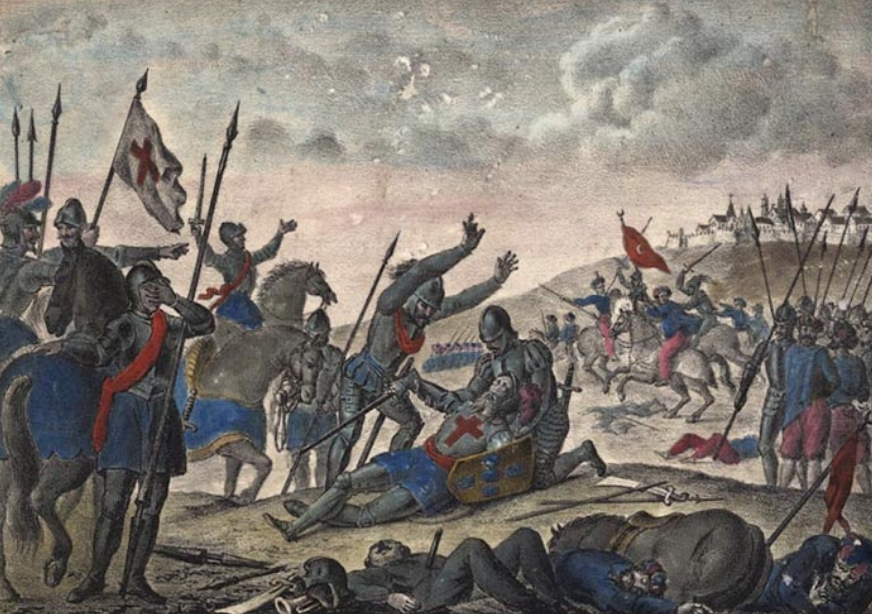
"Morte Gloriosa de Gonçalo Mendes da Maia", em litografia do século XIX.

Não há notícias deste notável barão depois de 1130. Tendo os seus dois irmãos falecido pouco depois da Batalha de São Mamede, é possível estender o período de vida de Gonçalo, no máximo, até 1159.
Segundo a lenda popular, no dia em que comemorava 91 anos, Gonçalo Mendes estava na frente de uma batalha contra os muçulmanos em Beja, que estava a correr mal para o lado português. De repente, ganhou renovado vigor e, juntando um grupo de combatentes, atacou o inimigo. Este, ao ver um soldado envelhecido atacar com a força de um jovem, julgaram-se perante um acto mágico, o que lhes diminuiu o moral. Assim, um dos maiores líderes muçulmanos decidiu enfrentar Gonçalo Mendes, na esperança de reconquistar o moral das suas tropas. Apesar de gravemente ferido, Gonçalo Mendes conseguiu derrotar o seu adversário, com efeitos demolidores, pois o exército muçulmano, sem líder, desorganizou-se, pelo que as tropas portuguesas conseguiram ganhar a batalha, mas Gonçalo terá sucumbido aos ferimentos. Este ato heroico é ainda hoje celebrado e a cidade da Maia conhecida como a cidade do Lidador.
Da implausibilidade de tal idade conclui-se que de facto existiu um outro membro da família que partilhou o seu nome e patronímico, que terá de facto nascido por volta de 1060, mas que não terá provavelmente alcançado a Batalha de São Mamede. A referida lide onde Gonçalo terá perecido não terá ocorrido em 1170, data também pouco provável, dado que na lista dos contendores estão homens que haviam já falecido (como Lourenço Viegas de Ribadouro, morto em 1160). O mais provável é que esta "lide de Beja" se tratasse, na verdade, de uma pequena batalha no Alentejo, na sequência da Batalha de Ourique. No entanto, de acordo com a Biografia de D. Afonso Henriques de Diogo Pinto de Freitas do Amaral, também é implausível que a Batalha de Ourique se desse no Sul do Alentejo, tão longe do território Portucalense, tendo-se travado, com maior probabilidade dentre as várias hipóteses, no Campo de Ourique, a Sul de Coimbra, mas já dentro do território Muçulmano, em 1139.